# Anar Mammadli
Anar Mammadli (Yevlax, 26 luglio 1978) è un avvocato e attivista azero per i diritti umani. Ha partecipato attivamente all'osservazione ed al monitoraggio dello svolgimento delle elezioni politiche nel suo Paese, che ha ripetutamente criticato, denunciando le irregolarità commesse dalle autorità governative azere.

## Biografia
È stato a capo del Centro di studio per il monitoraggio elettorale e la democrazia (Election Monitoring and Democracy Study Centre - EMDS).
Il 16 dicembre 2013, è stato arrestato e incarcerato per una presunta evasione fiscale, dopo aver pubblicamente denunciato l'irregolarità delle elezioni presidenziali dell'ottobre 2013, che hanno visto vincere il presidente azero İlham Əliyev.
Subito dopo l'arresto la comunità internazionale ha immediatamente protestato con il governo Azero ed ha chiesto la sua liberazione. Janez Lenarčič, direttore dell'ufficio OSCE per le istituzioni democratiche e i diritti umani, ha denunciato come la privazione della libertà di Mammadli metta a repentaglio l'osservazione delle elezioni.
Nonostante le proteste internazionali (la Corte europea dei diritti dell'uomo ha dichiarato che il suo arresto era stato puramente politico: il motivo della detenzione era stato quello di zittirlo), nel maggio 2014, è stato condannato a più di 5 anni di carcere.
Durante la detenzione l'Observatory for the Protection of Human Rights Defenders ha espresso preoccupazione per il trattamento carcerario riservato a Anar Mammadli nella prigione numero 13, segnalando come lo stesso sia stato messo a contatto con acqua inquinata ed abbia sviluppato allergie. L'Osservatorio ha chiesto anche che le autorità azere forniscano adeguate cure.
Il 29 settembre 2014, durante la detenzione, Mammadli ha ricevuto il Premio Václav Havel per i diritti umani dall'Assemblea parlamentare del Consiglio d'Europa, che onora l'azione "eccezionale" in difesa dei diritti umani.
Nel 2016, Mammadli è stato rilasciato dal carcere per grazia presidenziale. Tuttavia, la sua condanna non è stata revocata, il che significa che non è in grado di presentarsi alle elezioni. Inoltre non ha ricevuto il risarcimento che gli è stato assegnato nella sentenza della Corte europea dei diritti dell'uomo.
Nel settembre 2019 il suo caso è stato trasferito dal governo dell'Azerbaijan alla Corte Suprema per una revisione.

## Premi
- 2014 Premio Václav Havel per i diritti umani